# Freelancer

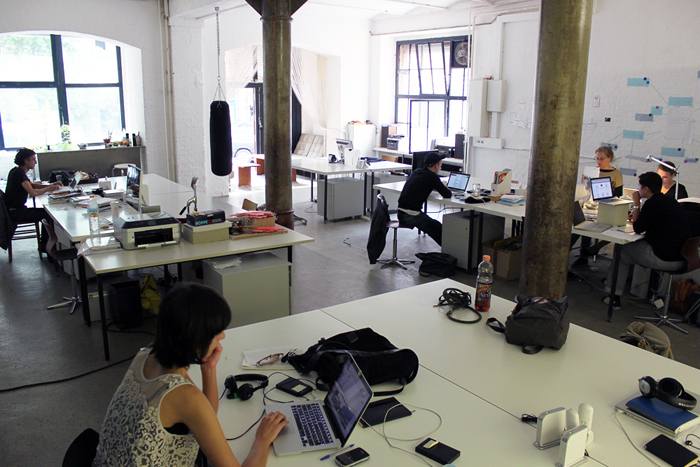
Spațiu de coworking unde mai mulți freelanceri lucrează independent, fiecare la propriul proiect, folosind laptopuri și echipamente personale.

Un freelancer, liber profesionist sau „lucrător freelance” (cuvânt englez) este o persoană care lucrează independent, care desfășoară o profesie fără un angajament pe termen lung cu un angajator. Freelancerii pot fi uneori reprezentați de o firmă sau agenție care se ocupă cu găsirea clienților, sau cu revânzarea serviciilor oferite de freelanceri.
Guvernul Republicii Moldova a avizat un proiect de lege care reglementează activitatea freelancerilor printr-un regim fiscal simplificat, incluzând un impozit unic de 15% și eliminând necesitatea deschiderii unei firme.

## Etimologie
Termenul a fost inventat de Sir Walter Scott (1771-1832) în romanul istoric Ivanhoe pentru a descrie un războinic medieval mercenar (sau free-lance). A fost recunoscut oficial ca verb în 1903 de către diferite autorități în etimologie, cum ar fi Oxford English Dictionary.  

## Domenii de activitate
- Planificare și management evenimente
- Copywriting și content writing (scrierea de conținut, articole, sau texte destinate marketingului)
- Programare în diferite limbaje și dezvoltare programe/aplicații
- Design grafic și web design
- Producție și editare video
- Traduceri texte și documente
- Consultanță și planuri de afaceri
- Servicii de optimizare pentru motoarele de căutare (SEO)